# Hebella furax
Hebella furax is een hydroïdpoliep uit de familie Hebellidae. De poliep komt uit het geslacht Hebella. Hebella furax werd in 1957 voor het eerst wetenschappelijk beschreven door Millard. 